# Nowa Mychajliwka
Nowa Mychajliwka (ukr. Нова Михайлівка) – wieś na Ukrainie, w obwodzie połtawskim, w rejonie połtawskim, w hromadzie Reszetyliwka. W 2001 liczyła 396 mieszkańców, wśród których 376 wskazało jako ojczysty język ukraiński, 10 rosyjski, a 10 mołdawski.